# 94 de Waterloo
Les 94 de Waterloo sont une équipe de hockey sur glace ayant évolué dans la Ligue de hockey semi-professionnel du Québec de 1996 à 1997.

## Historique
L'équipe fut créée en 1996 et ne joua qu'une saison dans la ligue avant d'être relocalisée et rebaptisée Blitz de Granby.

## Statistiques
| Saison    | PJ | V  | D  | N | DP | BP | BC | Pts | Classement                | Séries éliminatoires |
| --------- | -- | -- | -- | - | -- | -- | -- | --- | ------------------------- | -------------------- |
| 1996-1997 | 36 | 16 | 18 | 0 | 2  |    |    | 34  | 2e place, division LHSPQC | -                    |

### Référence
1. ↑  (en) Statistiques des 94 de Waterloo sur http://www.hockeydb.com